# Karolówka (Dynów)
Karolówka – część miasta Dynów w Polsce położona w województwie podkarpackim, w powiecie rzeszowskim. Rozpościera się nad Sanem w rejonie ulicy Karolówka, w południowej części miasta. Jest to obszar słabo zaludniony.

## Historia
Karolówka to dawny przysiółek wsi Nozdrzec. W II RP przynależał do woj. lwowskiego i powiatu brzozowskiego. 1 kwietnia 1930 Karolówkę wyłączono z Nozdrzca i włączono do Dynowa 17 września 1934 Dynów i Karolówka utworzyły gromadę o nazwie Dynów  w nowo utworzonej zbiorowej gminie Dynów.
Po wojnie w województwie rzeszowskim w reaktywowanym powiecie brzozowskim. 1 kwietnia 1946 miejscowości Dynów (z Karolówką) i Przedmieście Dynowskie (z Igiozą) wyłączono z gminy wiejskiej Dynów, tworząc z nich nową gminę Dynów, którą równocześnie zaliczono do rzędu miast. Karolówka, jako składowa dotychczasowej gromady Dynów, stała się zatem obszarem miejskim.